# ¿Crimen imposible?
¿Crimen imposible? és una pel·lícula espanyola de 1954 dirigida per César Fernández Ardavín i protagonitzada per José Suárez, Félix Fernández i Silvia Morgan.

## Sinopsi
Es tracta de la investigació de l'assassinat d'un novel·lista famós en una habitació tancada per dins i fora, i no és suïcidi perquè hi ha indicis de lluita i de que va morir d'un tret a l'esquena.

## Repartiment
- José Suárez - Alberto
- Félix Fernández - Antonio Olmeda
- Silvia Morgan - María
- Ángel Picazo - Luis Escobedo
- Francisco Arenzana - Camarero
- Gérard Tichy  - Eugenio Certal
- Irene Caba Alba - Portera
- Francisco Sánchez - Agente Garcelán
- Antonio Abad Ojuel
- Manuel Amado
- Manuel Arbó - Inspector jefe
- Juan Chacot
- Nani Fernández
- Manuel Guitián - Guía en museo
- Luis Moscatelli
- José G. Rey
- José Riesgo
- Salvador Soler Marí
- Vicente Ávila